# 洛贡共和国

2017年政府军发动大规模攻势前，争取中非共和国复兴人民阵线的控制区

洛贡共和国（法語：République de Logone），又称达尔库蒂（Dar el-Kouti），是一个未受国际普遍承认国家，得名于洛贡河。2015年12月14日，它由中非共和国穆斯林反叛组织争取中非共和国复兴人民阵线建立，并得到其他武装组织的支持。该国主张中非共和国北部数省为其领土。2021年4月10日，其首都卡加班多罗被中非共和国政府军夺回，洛贡共和国瓦解。